# Tabea Waßmuth
Tabea Waßmuth (Giessen, 25 d'agost de 1996) és una futbolista alemanya que juga com a davantera al club Verein für Leibesübungen Wolfsburg Frauen de la Frauen-Bundesliga i a la selecció nacional d'Alemanya.

## Carrera
Va fer el seu debut professional per al TSG 1899 Hoffenheim, equip en què va jugar des dels 12 anys, el 4 de setembre del 2016 contra el Turbine Potsdam en un partit de la Bundesliga que van perdre per 3-0.
Waßmuth va fer el seu debut internacional amb Alemanya el 22 de setembre de 2020, començant en el partit fora de casa contra Montenegro de classificació per a l'Eurocopa Femenina de la UEFA 2021, que va acabar amb una victòria per 3-0.
El 25 de gener de 2021 es va confirmar el seu traspàs al VFL Wolfsburg, amb un contracte fins al 2024.
La temporada 2021-22 va ser un bon cicle per a la jugadora, guanyant el seu primer títol a la Bundesliga. A la Lliga de Campions Femenina el seu equip va avançar fins a semifinals, on van perdre 5-1 a l'anada i va marcar a la victòria 2-0 a la tornada contra el FC Barcelona, en un marcador global de 5-3 que va culminar en l'eliminació de la competició. També va guanyar el títol de Copa en la final disputada el 28 de maig davant el Turbine Potsdam (4-0).

## Estadístiques
Actualitzat a l'últim partit jugat el 28 de maig de 2022.
| Club                    | Temporada               | Lliga                   | Lliga | Lliga | Copa  | Copa | Continental | Continental | Total | Total |
| Club                    | Temporada               | Div.                    | Part. | Gols  | Part. | Gols | Part.       | Gols        | Part. | Gols  |
| ----------------------- | ----------------------- | ----------------------- | ----- | ----- | ----- | ---- | ----------- | ----------- | ----- | ----- |
| TSG 1899 Hoffenheim     | 2016-17                 | 1a                      | 18    | 1     | 1     | 0    | -           | -           | 18    | 1     |
| TSG 1899 Hoffenheim     | 2017-18                 | 1a                      | 16    | 3     | 1     | 0    | -           | -           | 16    | 3     |
| TSG 1899 Hoffenheim     | 2018-19                 | 1a                      | 21    | 8     | 4     | 4    | -           | -           | 21    | 8     |
| TSG 1899 Hoffenheim     | 2019-20                 | 1a                      | 18    | 11    | 3     | 1    | -           | -           | 18    | 11    |
| TSG 1899 Hoffenheim     | 2020-21                 | 1a                      | 22    | 5     | 3     | 4    | -           | -           | 22    | 5     |
| TSG 1899 Hoffenheim     | Total                   | Total                   | 95    | 28    | 12    | 9    | -           | -           | 95    | 28    |
| VFL Wolfsburg           | 2021-22                 | 1a                      | 21    | 13    | 5     | 1    | 10          | 10          | 31    | 23    |
| VFL Wolfsburg           | Total                   | Total                   | 21    | 13    | 5     | 1    | 10          | 10          | 31    | 23    |
| Total a la seva carrera | Total a la seva carrera | Total a la seva carrera | 116   | 41    | 17    | 10   | 10          | 10          | 126   | 51    |

### Internacional
Actualitzat a l'últim partit jugat el 24 de juny de 2022.
| Alemanya | Alemanya | Alemanya |
| Any      | Part.    | Gols     |
| -------- | -------- | -------- |
| 2019     | 2        | 0        |
| 2020     | 4        | 2        |
| 2021     | 12       | 2        |
| 2022     | 3        | 1        |
| Total    | 21       | 5        |

## Palmarès
| Títol      | Club          | País | Any  |
| ---------- | ------------- | ---- | ---- |
| Bundesliga | VFL Wolfsburg |      | 2022 |
| DFB Pokal  | VFL Wolfsburg |      | 2022 |